# Aparammoecius isaburoi
Aparammoecius isaburoi är en skalbaggsart som beskrevs av Takeshiko Nakane 1956. Aparammoecius isaburoi ingår i släktet Aparammoecius och familjen Aphodiidae. Inga underarter finns listade i Catalogue of Life.